# Procystiphora gerardi
Procystiphora gerardi är en tvåvingeart som beskrevs av Meyer 1984. Procystiphora gerardi ingår i släktet Procystiphora och familjen gallmyggor.
Artens utbredningsområde är Tyskland. Inga underarter finns listade i Catalogue of Life.